# Afroedura karroica
Espèce
Synonymes
- Oedura karroica Hewitt, 1925
- Oedura karroica wilmoti Hewitt, 1926

Afroedura karroica est une espèce de geckos de la famille des Gekkonidae.

## Répartition
Cette espèce se rencontre au Lesotho et en Afrique du Sud. 

## Taxinomie
La sous-espèce Afroedura karroica halli a été élevée au rang d'espèce.

## Publication originale
- Hewitt, 1925 : On some new species of Reptiles and Amphibians from South Africa. Record of the Albany Museum, Grahamstown, vol. 3, no 4, p. 343-370.